# Mala Kapela-tunneln
Mala Kapelatunneln (kroatiska: Tunel Mala Kapela) är med sina 5 780 m Kroatiens längsta vägtunnel. Tunneln går under berget Mala Kapela (Lilla Kapela) längs med motorvägen A1 som förbinder landets två största städer, huvudstaden Zagreb och Split, med vidare sträckning mot Dubrovnik. 
Mala Kapelatunneln har två tunnelrör. Den 15 juni 2005 öppnades det västra tunnelröret för trafik och den 30 maj 2009 det östra. Därmed minskade de tidigare bilköerna som vanligtvis uppstod under turistsäsongen. 